# Tèlesis
Tèlesis (en grec antic: Τέλεσις) és el nom d'un poeta èpic de l'antiga Grècia nadiu de Metimna (Lesbos) que figura a la Tabula Borgiana com a autor d'una Titanomàquia. Es podria tractar d'un nom corromput, tal vegada fent referència a l'historiador Telesarc, o a un Telèsias esmentat per la Biblioteca d'Apol·lodor.